# Charles Spackman Barker

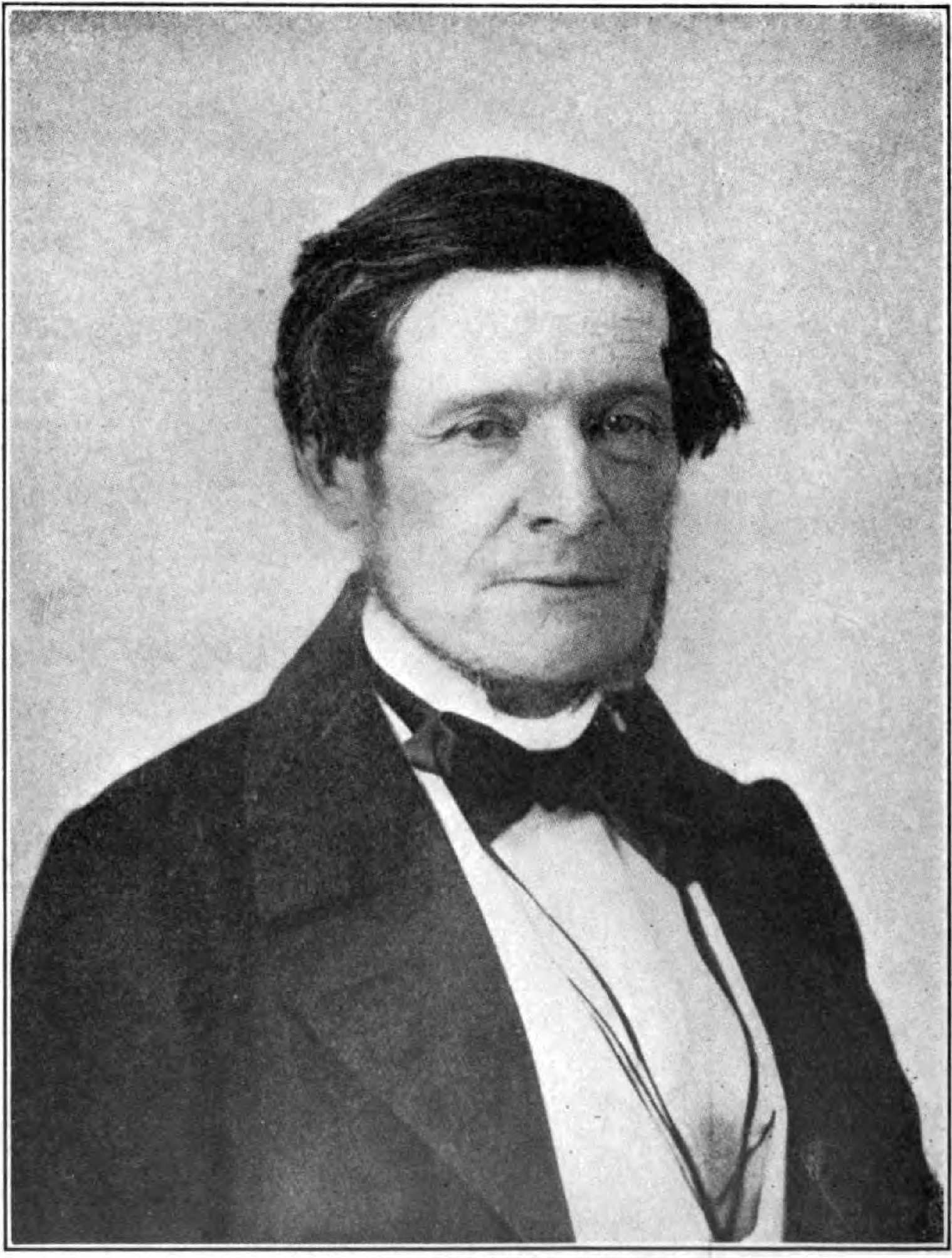
Charles Spackman Barker

Charles Spackman Barker (* 10. Oktober 1804 in Bath; † 26. November 1879 in Maidstone) war ein englischer Orgelbauer.

## Leben

Schnitt durch einen Barkerhebel

Barker stammte aus einer Künstlerfamilie. Sein Vater Joseph Barker war ebenso wie sein Onkel Thomas Barker (1767–1847) Kunstmaler. Seine Vornamen erhielt Barker nach seinem Taufpaten, dem Auktionator Charles Spackman, einem Unterstützer seines Vaters. Als Barker im Alter von nur fünf Jahren Waise wurde, zog sein Pate Charles Spackman ihn auf.
Wegen seines naturwissenschaftlichen Interesses absolvierte Barker zunächst eine Lehre bei einem Apotheker und Zahnarzt, gab diesen Beruf jedoch wegen seiner sensiblen Natur wieder auf. Stattdessen begab sich Barker um 1830 für zwei Jahre in eine Lehre bei dem Orgelbauer James C.  Bishop (1783–1854) in London, dem Erfinder des Registers Clarabella. 1832 machte Barker sich in Bath selbstständig. Als das York Minster 1832 eine neue Orgel von Elliot & Hill erhielt, war Barker von ihrer schweren Spielart negativ beeindruckt. Der Organist Matthew Cambridge beklagte sich bei Barker, der notwendige Kraftaufwand zum Spielen dieser Orgel sei „ausreichend, um die meisten Männer zu lähmen“ (englisch: „enough to paralyse most men“).
Seitdem unternahm Barker Versuche, wie sich die schwere Spielbarkeit großer Orgeln beheben lassen könnte. Zunächst entwickelte er nach dem Prinzip der hydraulischen Presse ein System mit Kolben und Zylindern, das aber noch unvollkommen war und in England keinen Anklang fand. Daraufhin ging Barker 1837 nach Paris, wo er einen pneumatischen Hebel erfand, eine Vorrichtung zur leichteren Öffnung der Tonventile. Diese pneumatische Maschine, die bald nach ihm Barkerhebel genannt wurde, ließ er sich 1839 patentieren. Zunächst überließ er die Lizenz für den Bau des Barkerhebels der Orgelbaufirma Cavaillé-Coll. Cavaillé-Coll entwickelte den Barkerhebel zur Serienreife und verwendete ihn erstmals in der großen Orgel der königlichen Basilika Saint-Denis.
Einen Vertrag mit Cavaillé-Coll schlug Barker indes aus und unterzeichnete stattdessen eine Vereinbarung mit der Orgelbaufirma Daublaine-Callinet, der er inzwischen angehörte. 1844 setzte er versehentlich mit einem Kerzenleuchter die eben sechs Monate alte Orgel der Firma Daublaine-Callinet in der Kirche Saint-Eustache in Paris in Brand, was den Ruin der  Firma bewirkte. Sie wurde daraufhin von Pierre-Alexandre Ducroquet übernommen. Mit diesem baute Barker die Orgel bis 1854 wieder auf.
1851 nahm Charles Barker mit einer Orgel an der Großen Industrieausstellung in London teil. 1855 erhielt er den Orden der französischen Ehrenlegion.
Nachdem in diesem Jahr Joseph Merklin die Firma von Ducroquet übernommen hatte, machte sich Barker mit dem Werkmeister Charles Verschneider 1858 selbstständig. Er entwickelte auf Anregung des Organisten Albert Peschard eine elektrische Spieltraktur, die er 1865 erstmals in der Kollegiatkirche St Laurent in Salon-de-Provence einbaute.
1870 kehrte er wegen der Unruhen in Paris  nach England zurück. Sein Schüler Paul Férat arbeitete weiter in Paris mit Reparaturen. Charles Barker starb 1879 unbeachtet.

## Orgeln (Auswahl)
Charles Barker baute Orgeln vor allem in Nordfrankreich. Dabei setzte er erstmals weltweit seine Barker-Hebel sowie elektrische und elektro-pneumatische Trakturen ein. Die elektrischen Spieltrakturen mussten allerdings auf Grund von einigen Problemen nach einiger Zeit mitunter wieder ausgebaut werden.
| Jahr    | Ort                   | Kirche                     | Bild | Ma- nuale | Re- gister | Bemerkungen |
| ------- | --------------------- | -------------------------- | ---- | --------- | ---------- | --- |
| um 1855 | Paulerspury           | United Reformed Church     |      | I/P       | 7          | Barker & Son |
| 1860    | Saint-Maixent-l'École | Église abbatiale St-Leger  |      | II/P      | 17         | [ 9 ] |
| 1861    | Caen                  | Notre-Dame-de-la-Gloriette |      | III/P     | 39         | erhalten |
| 1862    | Avignon               | St-Agricol                 |      | III/P     | 29         | erhalten |
| 1863    | Chalon-sur-Saône      | Kathedrale St-Vincent      |      | II/P      | 10         | Chororgel, mit Charles Verschneider |
| 1863    | Chalon-sur-Saône      | St-Jean-de-Vignes          |      | I/p       | 6          | mit Charles Verschneider |
| 1863    | Cherbourg             | Basilique Ste-Trinité      |      | II/P      | 14         | mit Charles Verschneider |
| 1864    | Meudon                | St-Martin                  |      | II/P      | 18         | mit Charles Verschneider |
| 1865    | Salon-de-Provence     | St-Laurent                 |      | II/P      | 27         | mit Charles Verschneider, erste Orgel mit elektrischer Spieltraktur weltweit |
| 1868    | Paris                 | St-Augustin                |      | III/P     | 43         | mit Albert Peschard, mit erster elektro-pneumatischer Transmission überhaupt, 1897/99 Umbau und Erweiterung auf III/P, 52 mit nun mechanischer Spieltraktur durch Cavaillé-Coll, weitere Umdisponierungen und Restaurierung |
| 1868    | Paris                 | St-Pierre de Montrouge     |      | III/P     | 43         | erhalten |